# Marina Kielmann
Marina Kielmann (* 31. Januar 1968 in Dortmund) ist eine ehemalige deutsche Roll- und Eiskunstläuferin.

## Biografie

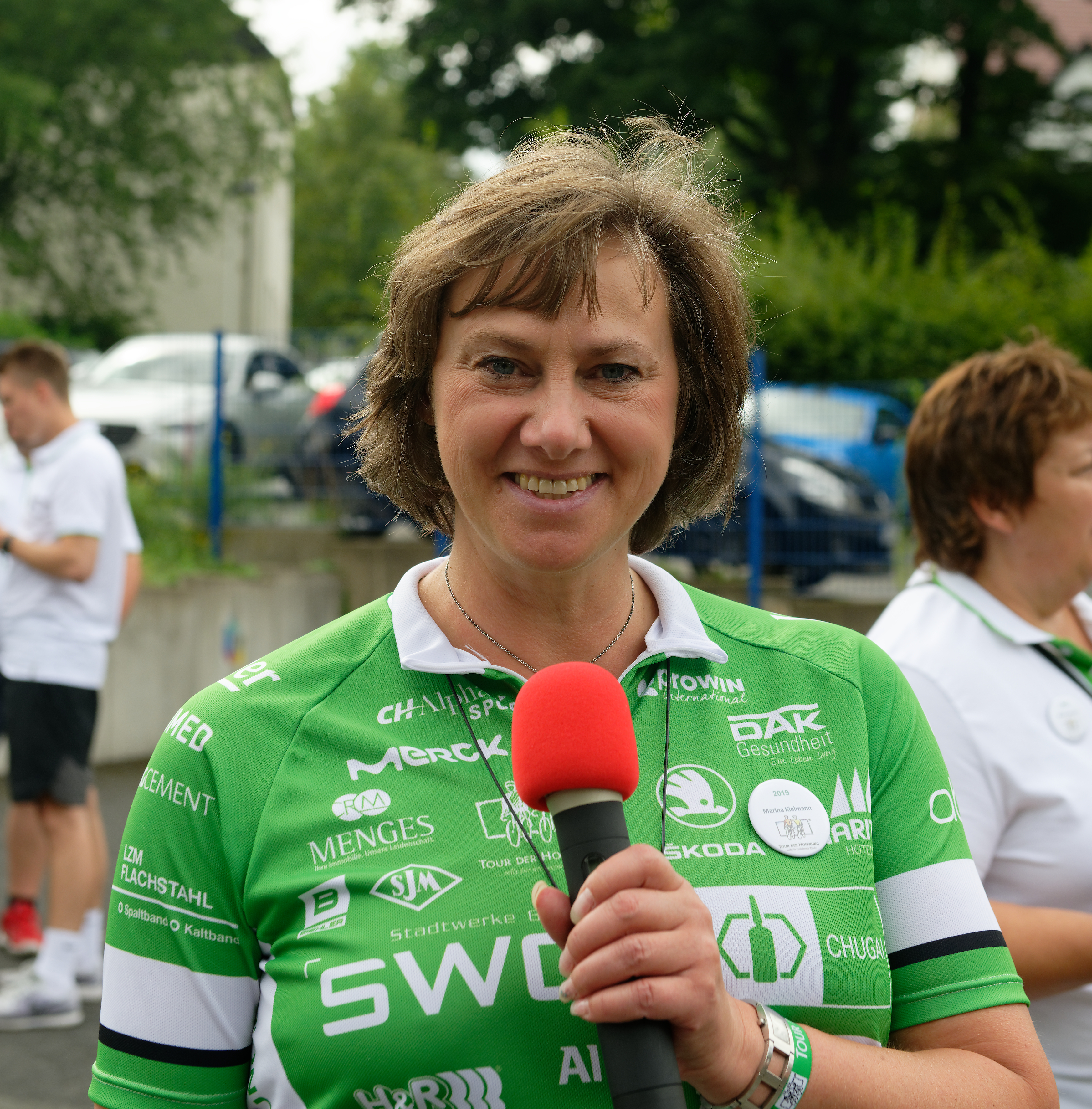
Marina Kielmann bei der Tour der Hoffnung 2019

Marina Kielmann begann ihre Laufbahn beim TSC Eintracht Dortmund, startete dann später für den ERC Westfalen Dortmund. Sie wurde von ihrer Mutter Heide Kielmann trainiert. Auch Marina Kielmanns Bruder Sven war Eiskunstläufer.
Schon als Vierjährige begann Marina Kielmann mit dem Eiskunstlaufen. Nach dem 2. Platz bei der Deutschen Jugendmeisterschaft 1979 feierte sie den ersten großen Erfolg im Paarlaufen mit Oliver Dörendahl und gewann mit ihm 1981 die Silbermedaille bei den Deutschen Meisterschaften.
Im Rollkunstlaufen war sie zunächst noch erfolgreicher als im Eiskunstlaufen. Neben mehreren Medaillen bei Europa- und Weltmeisterschaften brachte sie es bis zur Vizeweltmeisterin 1990.
Später konzentrierte sie sich ganz auf das Eiskunstlaufen und gewann mehrere Medaillen bei Europameisterschaften im Einzellaufen. Der größte Erfolg bei Europameisterschaften war der Gewinn der Silbermedaille 1992 in Lausanne. Ihr größter Erfolg bei Weltmeisterschaften im Eiskunstlaufen war der 4. Platz 1994. Zwei 10. Plätze in den Jahren 1988 und 1992 bei den Olympischen Spielen in Calgary und Albertville sowie der Sieg bei der Universiade 1989 in Sofia rundeten die Erfolgsstory ab.
1995 beendete sie ihre Amateurlaufbahn und ging für einige Jahre zu  „Holiday on Ice“. Seit 2005 ist Frau Kielmann im Besitz der Trainer-A Lizenz der Deutschen Eislauf-Union.
Marina Kielmann arbeitete bis November 2009 in ihrem erlernten Beruf als Bürokauffrau in der Verwaltung des TSC Eintracht Dortmund, dem Sportverein, in dem ihre Karriere als Kind begann.
Bei der Tour der Hoffnung, einer Radtour zugunsten krebs- und leukämiekranker Kinder gehört sie seit 1997 zum festen Team. Sie unterstützt den Landesverband Rheinland-Pfalz. Als „internationale technische Spezialistin“ hat sie „einen Posten in der Jury im neuen Wertungssystem, das 2004 eingeführt wurde“, inne.
Seit dem 30. November 2006 unterstützt sie den gemeinnützigen Verein Kinderlachen aus ihrer Heimatstadt Dortmund als Botschafterin.

## Erfolge/Ergebnisse (Eiskunstlauf)

### Olympische Spiele
- 1988 – 10. Rang – Calgary
- 1992 – 10. Rang – Albertville

### Weltmeisterschaften
- 1988 – 12. Rang – Budapest
- 1989 – nicht teilgenommen
- 1990 – 10. Rang – Halifax
- 1991 – 8. Rang – München
- 1992 – 12. Rang – Oakland
- 1993 – 6. Rang – Prag
- 1994 – 4. Rang – Chiba
- 1995 – 13. Rang – Birmingham

### Europameisterschaften
- 1988 – 9. Rang – Prag
- 1989 – nicht teilgenommen
- 1990 – 3. Rang – Leningrad
- 1991 – 3. Rang – Sofia
- 1992 – 2. Rang – Lausanne
- 1993 – 3. Rang – Helsinki
- 1994 – 9. Rang – Kopenhagen
- 1995 – 6. Rang – Dortmund

### Deutsche Meisterschaften
Einzellauf
- 1987 – 7. Rang
- 1988 – 2. Rang
- 1989 – 3. Rang
- 1990 – 2. Rang
- 1991 – 1. Rang
- 1992 – 1. Rang
- 1993 – 1. Rang
- 1994 – 3. Rang
- 1995 – 2. Rang

Paarlauf
- 1981 – 2. Rang (mit Oliver Dörendahl)

### Andere Wettbewerbe
- 1988 – 3. Rang – NHK Trophy, Tokio

## Erfolge/Ergebnisse (Rollkunstlauf)

### Weltmeisterschaften
- 1987 – 4. Rang – Auckland
- 1988 – 3. Rang – Pensacola
- 1989 – 3. Rang – Roccaraso
- 1990 – 2. Rang – Hanau

### Europameisterschaften
- 1987 – 4. Rang – Spinea
- 1988 – 2. Rang – Harsefeld
- 1989 – 2. Rang – Peterborough

### Deutsche Meisterschaften
- 1989 – 2. Rang
- 1990 – 2. Rang
- 1989 – 1. Rang
- 1990 – 1. Rang

## Veröffentlichungen
- Unterwegs: Eine Eisprinzessin an der Kieler Förde. Independently published, 2025, ISBN 979-83-1423246-0.